# Olbus
Olbus es un género de arañas araneomorfas de la familia Corinnidae. Se encuentra en Chile.

## Lista de especies
Según The World Spider Catalog 12.0:
- Olbus eryngiophilus Ramírez, Lopardo & Bonaldo, 2001
- Olbus jaguar Ramírez, Lopardo & Bonaldo, 2001
- Olbus krypto Ramírez, Lopardo & Bonaldo, 2001
- Olbus nahuelbuta Ramírez, Lopardo & Bonaldo, 2001
- Olbus sparassoides (Nicolet, 1849)